# Hardcover

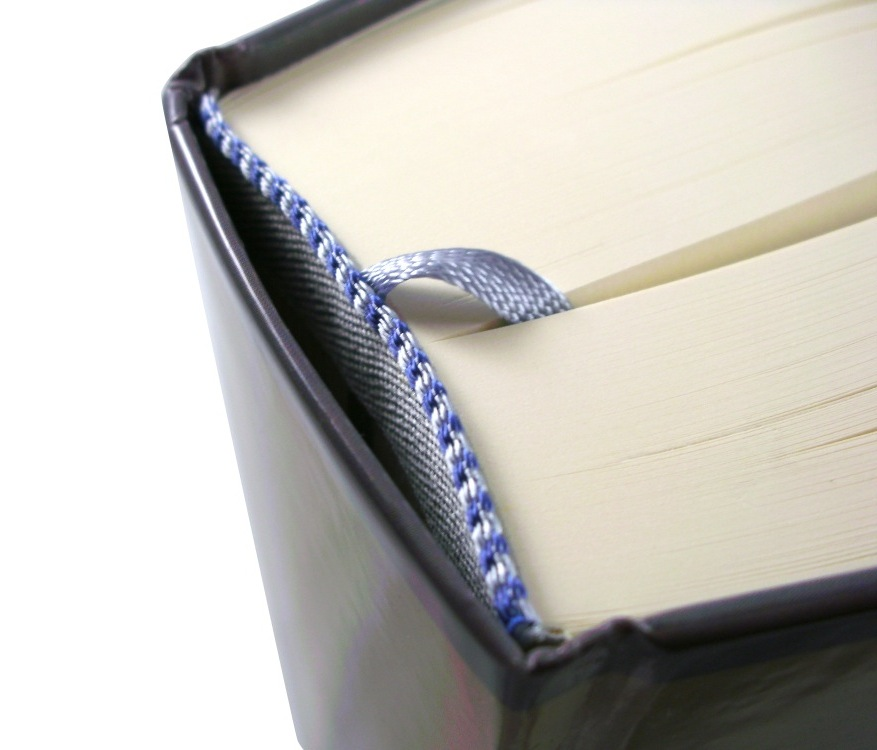
Kopf eines Deckenbandes mit Lese- und Kapitalband

Ein Hardcover (Abkürzung: HC; deutsch Pappband, Abkürzung Pp.; auch  Festeinband oder selten Deckenband)  ist ein Buch mit einem festen Einband, dessen Kern in der Regel aus Pappe besteht und vollständig von Bezugsmaterialien wie Papier, Textilem oder Leder umgeben ist. Der Einband mit vorderem und hinterem Buchdeckel sowie Buchrücken wird separat erstellt und als Buchdecke bzw. Decke bezeichnet.
Im Gegensatz dazu ist der Einband eines preislich günstigeren, in Anlehnung an Hardcover auch Softcover genannten Taschenbuchs (englisch Paperback) flexibel und besteht meist nur aus bedrucktem Karton ohne Bezugsmaterial.
Im modernen Buchhandel erscheinen Erstausgaben meist als Hardcover.

## Geschichte
Als Massenartikel industrieller Buchproduktion etablierte sich der Deckenband als bevorzugte Einbandart von Verlagseinbänden ab Mitte des 19. Jahrhunderts. Wurden vorher meist ungebundene Buchblöcke verkauft, die dann vom Besitzer des Buches separat und individuell gebunden wurden, übernahmen es nun die Verlage, eine Auflage eines Buches vorab in einheitliche Einbände binden zu lassen. Es entstand der Verlagseinband. Der Deckenband ermöglicht relativ preisgünstige Einbände in großen Stückzahlen, da ein hoher Mechanisierungsgrad erreicht werden kann. In letzter Konsequenz stellt das Softcover beziehungsweise die Broschur die reduzierteste Form dieser Entwicklung dar, da der Einband nur noch aus einem einzigen Stück meist bedrucktem Karton ohne Bezugsmaterial besteht. Die herkömmliche Art des Buchbindens überlebte lediglich in Handbuchbindereien, etwa bei teilweise aufwendig und künstlerisch gestalteten Kleinserien.

## Abgrenzung
Das Gegenstück zum Hardcover ist meist preiswerter und lediglich mit einem flexiblen Umschlag aus Karton, Papier o. ä. versehen. Je nach Format und Qualität des Umschlags werden derartige Buchexemplare dann als Broschur, Softcover, Paperback oder Taschenbuch bezeichnet.
In der historischen bzw. besonders hochwertigen Buchbindung wird der Buchblock separat mit den Deckeln und dem Rücken in mehreren Arbeitsschritten verbunden, so zum Beispiel beim Franzband.

## Herstellung
Buchblock und Buchdecke werden in getrennten Arbeitsgängen hergestellt und danach zusammengefügt, was den Deckenband vom herkömmlichen Verfahren des Buchbindens unterscheidet. Bestandteile der Buchdecke sind der Vorderdeckel (oder vorderer Deckel), der Hinterdeckel (oder hinterer Deckel) sowie der Buchrücken. Gaze und Hülse können den Buchrücken zusätzlich verstärken. In der industriellen Buchherstellung werden die Buchdecken auf einer Deckenmaschine hergestellt. Der Buchblock wird in die fertige Decke „eingehängt“: Der Buchblock wird meist über das Vorsatz, aber auch in einigen Fällen zusätzlich mittels Bünde oder Gaze mit der Buchdecke verbunden. Der Einband kann einen Schutzumschlag erhalten.

## Bestandteile
Als Material für die Buchdeckel können verschiedene Materialien verwendet werden, üblicherweise Pappe (Pappband) oder fester Karton; seltener auch Plastik oder Metall, historisch auch Holz. Der Buchblock eines Deckenbandes kann unterschiedlich gestaltet werden:
- runder oder gerader Buchrücken
- Kapitalband
- Farbschnitt oder Naturschnitt

Der Einband besteht aus Vorder- und Rückendeckel sowie dem Schrenz bzw. der Rückeneinlage. Diese sind durch Bezugsmaterial miteinander verbunden. Auch bei Deckenbänden gibt es sowohl Halb- als auch Ganzbände, wobei letztere wesentlich häufiger hergestellt werden. Die Buchdecke kann noch mit verschiedenen Merkmalen ausgestattet werden:
- Farbprägung oder Blindprägung
- Titelschild
- Buchschleife
- Einstecktaschen (auf den Spiegeln)
- Schuber